# 石原彪
石原 彪（いしはら つよし、1999年3月8日 - ）は、京都府京都市伏見区出身のプロ野球選手（捕手）。右投右打。東北楽天ゴールデンイーグルス所属。

## 経歴

### プロ入り前
京都市立向島藤の木小学校で小学2年時に向島ベースボールで野球を始める。京都市立向島東中学校では京都南山城ボーイズに所属。U-15日本代表に選抜され、捕手として主軸に座り、藤平尚真らとバッテリーを組んだ。
京都翔英高校進学後、1年夏から4番を務め、3年の夏に京都府大会で打率.478、11打点、許した盗塁は0の活躍で第98回全国高等学校野球選手権大会出場に貢献した。初戦の樟南高校戦では浜屋将太から2本の二塁打を放ったが、1-9で敗れた。ガッチリした体格、同じ捕手というポジションから高校時代は「京都のドカベン」と呼ばれていた。高校通算42本塁打。野球部には1学年先輩に小野寺暖、同期に山本祐大がいる。
2016年10月20日に行われたドラフト会議では、東北楽天ゴールデンイーグルスから8位指名を受け、契約金1500万円、年俸500万円（金額は推定）という条件で入団した。背番号は70。担当スカウトは愛敬尚史。

### 楽天時代
2017年は、入団前に左手有鉤骨の手術を受けたためリハビリからスタートし、シーズン中も左足の甲を痛めた。結果、二軍で14試合の出場にとどまり、打率.095、1本塁打、2打点という成績だった。秋季のフェニックス・リーグの時期も肘を痛めて残留していた。
2018年は、8月24日に一軍登録され、その日の北海道日本ハムファイターズ戦（札幌ドーム）で一軍デビューした。翌日に登録抹消された後、9月24日に再登録され、10月1日のオリックス・バファローズ戦（楽天生命パーク宮城）で初めてスタメンマスクを任され、同期入団の藤平尚真とバッテリーを組んだ。10月5日の千葉ロッテマリーンズ戦（宮城）で、3回裏に岩下大輝の直球を左前に運び、プロ初安打を記録した。一軍では4試合に出場し、打率.200で、二軍では29試合に出場し、打率.220、1本塁打、9打点という成績だった。
2022年10月に右手首付近を手術し、術後2か月経っても15mほどの距離しか投げることができない状態だったが、2023年中には二軍戦に捕手として復帰した。
2023年は、二軍では42試合に出場し打率.235と結果が残せず、一軍昇格が果たせなかった。
2024年は、春季キャンプから一軍メンバー入りし、そのまま開幕一軍入りを果たした。4月から多くの試合で先発マスクをかぶり、4月2日にプロ初本塁打を放つなど、好守で活躍を見せた。徐々に出番が減少し、6月17日に登録抹消された。7月12日に再登録されると、そのままシーズン終了まで抹消されず、最終的に一軍68試合に出場し、打率.171、4本塁打、13打点を記録。11月26日、1200万円増となる推定年俸1700万円で契約を更改した。

## 選手としての特徴
長打力を生かしたパワフルな打撃が身上。守備面では強肩と捕球から送球までの速さが魅力で、二塁送球1.8秒を記録している。走塁面では50m走で6.0秒を記録した俊足を誇る。
2024年時点、楽天バッテリーコーチの的場直樹は守備全般を評価している一方、「キャッチングの部分で、ストライクをしっかりストライクと言ってもらえるようにするのがテーマ」と課題点も挙げている。リードはストレートを多めに使う傾向にある。

## 詳細情報

### 年度別打撃成績
| 年 度     | 球 団     | 試 合 | 打 席 | 打 数 | 得 点 | 安 打 | 二 塁 打 | 三 塁 打 | 本 塁 打 | 塁 打 | 打 点 | 盗 塁 | 盗 塁 死 | 犠 打 | 犠 飛 | 四 球 | 敬 遠 | 死 球 | 三 振 | 併 殺 打 | 打 率 | 出 塁 率 | 長 打 率 | O P S |
| --------- | --------- | ----- | ----- | ----- | ----- | ----- | -------- | -------- | -------- | ----- | ----- | ----- | -------- | ----- | ----- | ----- | ----- | ----- | ----- | -------- | ----- | -------- | -------- | ----- |
| 2018      | 楽天      | 4     | 5     | 5     | 1     | 1     | 0        | 0        | 0        | 1     | 0     | 1     | 0        | 0     | 0     | 0     | 0     | 0     | 2     | 0        | .200  | .200     | .200     | .400  |
| 2019      | 楽天      | 4     | 7     | 7     | 0     | 0     | 0        | 0        | 0        | 0     | 0     | 0     | 0        | 0     | 0     | 0     | 0     | 0     | 5     | 0        | .000  | .000     | .000     | .000  |
| 2020      | 楽天      | 18    | 24    | 23    | 1     | 4     | 1        | 0        | 0        | 5     | 1     | 0     | 0        | 1     | 0     | 0     | 0     | 0     | 13    | 0        | .174  | .174     | .217     | .391  |
| 2022      | 楽天      | 1     | 1     | 1     | 0     | 0     | 0        | 0        | 0        | 0     | 0     | 0     | 0        | 0     | 0     | 0     | 0     | 0     | 0     | 0        | .000  | .000     | .000     | .000  |
| 2024      | 楽天      | 68    | 172   | 146   | 9     | 25    | 5        | 0        | 4        | 42    | 13    | 0     | 0        | 13    | 0     | 13    | 0     | 0     | 50    | 4        | .171  | .239     | .288     | .527  |
| 通算：5年 | 通算：5年 | 95    | 209   | 182   | 11    | 30    | 6        | 0        | 4        | 48    | 14    | 1     | 0        | 14    | 0     | 13    | 0     | 0     | 70    | 4        | .165  | .221     | .264     | .484  |

- 2024年度シーズン終了時

### 年度別守備成績
| 年 度 | 球 団 | 捕手  | 捕手  | 捕手  | 捕手  | 捕手  | 捕手     | 捕手  | 捕手     | 捕手     | 捕手     | 捕手     |
| 年 度 | 球 団 | 試 合 | 刺 殺 | 補 殺 | 失 策 | 併 殺 | 守 備 率 | 捕 逸 | 企 図 数 | 許 盗 塁 | 盗 塁 刺 | 阻 止 率 |
| ----- | ----- | ----- | ----- | ----- | ----- | ----- | -------- | ----- | -------- | -------- | -------- | -------- |
| 2018  | 楽天  | 3     | 15    | 2     | 1     | 0     | .944     | 0     | 3        | 1        | 2        | .667     |
| 2019  | 楽天  | 4     | 20    | 2     | 0     | 1     | 1.000    | 0     | 1        | 0        | 1        | 1.000    |
| 2020  | 楽天  | 18    | 54    | 10    | 1     | 2     | .985     | 0     | 9        | 6        | 3        | .333     |
| 2022  | 楽天  | 1     | 0     | 0     | 0     | 0     | ----     | 0     | 0        | 0        | 0        | ----     |
| 2024  | 楽天  | 66    | 270   | 45    | 1     | 5     | .997     | 3     | 56       | 47       | 9        | .161     |
| 通算  | 通算  | 92    | 359   | 59    | 3     | 8     | .993     | 3     | 69       | 54       | 15       | .217     |

- 2024年度シーズン終了時[注 2]

### 記録
初記録
- 初出場：2018年8月24日、対北海道日本ハムファイターズ17回戦（札幌ドーム）、8回表に嶋基宏の代打で出場
- 初打席：同上、石川直也から空振り三振
- 初先発出場：2018年10月1日、対オリックス・バファローズ25回戦（楽天生命パーク宮城）、「9番・捕手」で先発出場
- 初安打：2018年10月5日、対千葉ロッテマリーンズ23回戦（楽天生命パーク宮城）、3回裏に岩下大輝から左前安打
- 初盗塁：同上、3回裏に二盗（投手：岩下大輝、捕手：吉田裕太）
- 初打点：2020年10月14日、対千葉ロッテマリーンズ20回戦（ZOZOマリンスタジアム）、9回表に佐々木千隼から右越適時二塁打
- 初本塁打：2024年4月2日、対北海道日本ハムファイターズ1回戦（エスコンフィールドHOKKAIDO）、9回表にパトリック・マーフィーから中越ソロ[18]

### 背番号
- 70（2017年[8] - ）

### 代表歴
- U-15 アジアチャレンジマッチ2013